# گونزالو سانچز مورنو
گونزالو سانچز مورنو (انگلیسی: Gonzalo Sanchez Moreno؛ زادهٔ ۶ مهٔ ۱۹۷۲) بازیکن فوتبال اهل اسپانیا است.
از باشگاه‌هایی که در آن بازی کرده‌است می‌توان به باشگاه فوتبال بارسلونا بی، باشگاه فوتبال بارسلونا، و باشگاه فوتبال آلمریا اشاره کرد.